# Scaphiophryne
Scaphiophryne là một chi động vật lưỡng cư trong họ Nhái bầu, thuộc bộ Anura. Chi này có 10 loài và 30% bị đe dọa hoặc tuyệt chủng.

## Các loài
- Scaphiophryne boribory Vences, Raxworthy, Nussbaum & Glaw, 2003
- Scaphiophryne brevis (Grandidier, 1872)
- Scaphiophryne calcarata Mocquard, 1895
- Scaphiophryne gottlebei Busse & Böhme, 1992
- Scaphiophryne madagascariensis Boulenger, 1882
- Scaphiophryne marmorata (Boulenger, 1882)
- Scaphiophryne matsoko Raselimanana, Raxworthy, Andreone, Glaw & Vences, 2014
- Scaphiophryne menabensis Glos, Glaw, and Vences, 2005
- Scaphiophryne spinosa Steindachner, 1882

## Hình ảnh

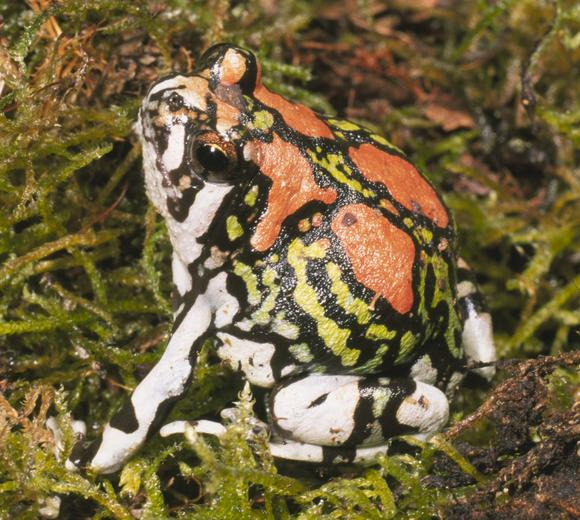
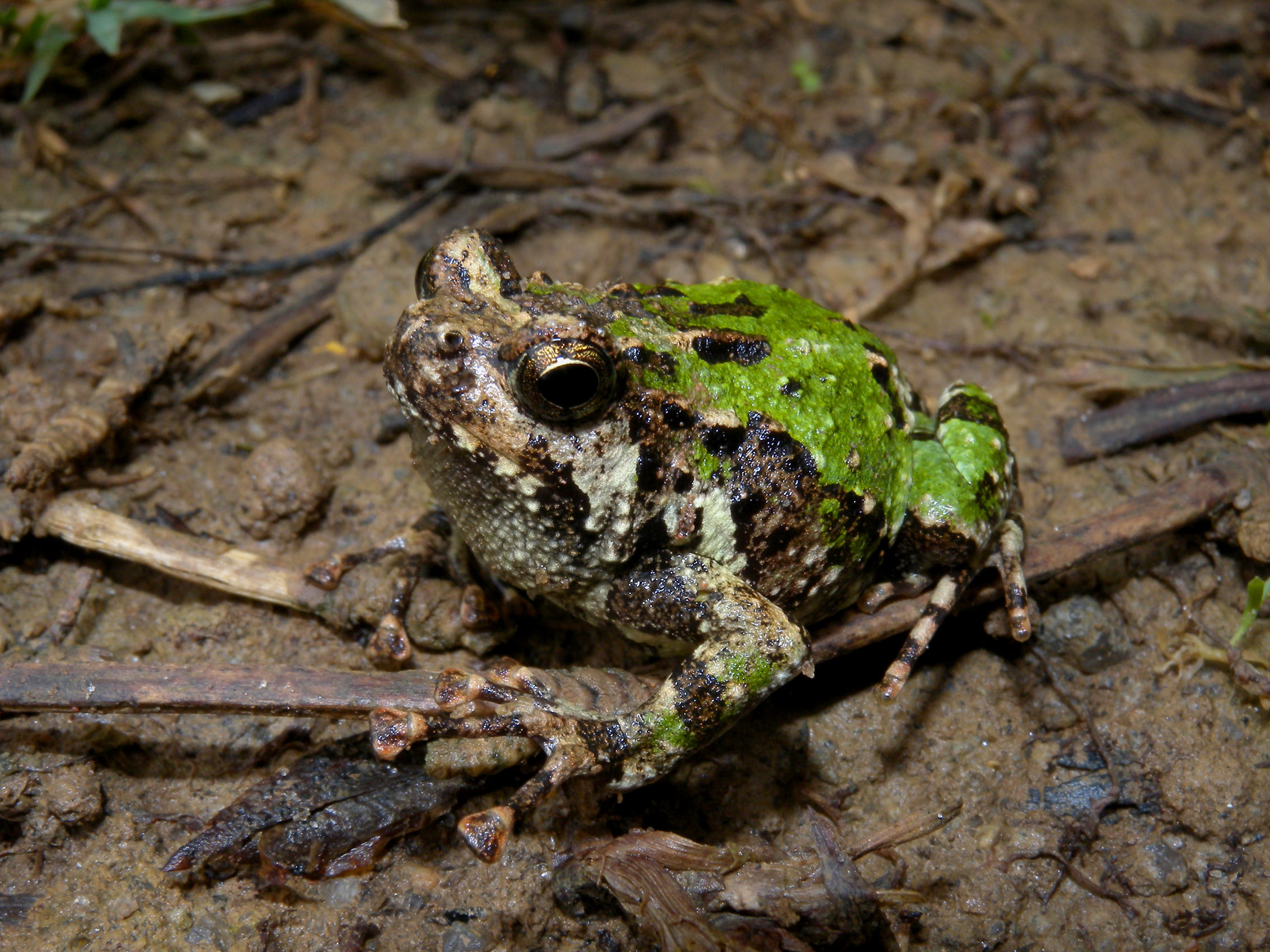